# Католицька церква в Туреччині
Като́лицька це́рква в Туре́ччині — друга християнська конфесія Туреччини. Складова всесвітньої Католицької церкви, яку очолює на Землі римський папа. Керується конференцією єпископів. Станом на 2004 рік у країні нараховувалося близько 28 000 католиків (0,04% від усього населення). Існувало 6 діоцезій, які об'єднували 43 церковних парафій.  Кількість  священиків — 61 (з них представники секулярного духовенства — 11, члени чернечих організацій — 50), постійних дияконів — 2, монахів — 68, монахинь — 115.